# Čepelovac
Čepelovac falu Horvátországban Kapronca-Kőrös megyében. Közigazgatásilag Szentgyörgyvárhoz tartozik.

## Fekvése
Szentgyörgyvártól 6 km-re délnyugatra a Bilo-hegység északi lejtőin fekszik.

## Története
Kastélyát Petar von Trezić építtette, aki 1859-ben a solferinoi csatában tüntette ki magát. A kastély, melyet Barnagor kastélyaként említenek 1862 és 1867 között épült földszintes lakó és gazdasági épületegyüttesként romantikus stílusban. A család egészen 1987-ig volt a kastély birtokosa, amikor Lothar von Trezić felesége Jovanka eladta azt a Jelušić-Kranželić családnak. 
A falunak 1857-ben 679, 1910-ben 940 lakosa volt. Trianonig Belovár-Kőrös vármegye Szentgyörgyi járásához tartozott. 2001-ben 379 lakosa volt.

## Nevezetességei
- A Trezić család kastélya kisebb dombon áll rétekkel, gyümölcsössel és erdővel tarkított angol parkkal övezve. L alakú épület, egy emelet magas toronnyal, belső udvarral. Különleges értéket képviselnek az eredeti antik bútorok, a biedermeier kandallók és a több mint háromezer kötetes könyvtár német, francia, olasz és angol nyelvű művekkel. Ritkaságnak számít a Czapka és fia által 1880 körül Bécsben készített koncert zongora. A művészeti gyűjtemény több mint száz szerző mintegy háromszáz művét tartalmazza.

- Szent Erzsébet tiszteletére szentelt római katolikus temploma.[2] Egyhajós, historizáló épület, négyszögletes alaprajzú hajóval, lekerekített szentéllyel, a nyugati oldalon emeletes sekrestyével és a déli homlokzat középső tengelyében emelkedő harangtoronnyal. A falu központjában található templom 1887-ben épült. A hajó terét a falak felé ívelt mennyezet borítja, míg a szentély felett a csehsüvegboltozat található. A sekrestye emeleti részén találjuk az oratóriumot.

- Csepelovác várának csekély maradványai.